# Linda Caponi
Linda Caponi (Poggibonsi, 22 dicembre 1998) è una nuotatrice italiana, vincitrice di due medaglie ai XVIII Giochi del Mediterraneo.

## Palmarès
| Anno | Manifestazione          | Sede      | Evento           | Risultato | Prestazione | Note  |
| ---- | ----------------------- | --------- | ---------------- | --------- | ----------- | ----- |
| 2013 | Europei giovanili       | Poznań    | 400 m sl         | Bronzo    | 4'13"86     |       |
| 2013 | Mondiali giovanili      | Dubai     | 800 m sl         | Bronzo    | 8'38"42     |       |
| 2013 | Mondiali giovanili      | Dubai     | 1500 m sl        | Argento   | 16'33"62    |       |
| 2014 | Europei giovanili       | Dordrecht | 800 m sl         | Bronzo    | 8'41"72     |       |
| 2015 | Mondiali giovanili      | Singapore | 400 m sl         | Bronzo    | 4'07"73     |       |
| 2018 | Giochi del Mediterraneo | Tarragona | 200 m sl         | Bronzo    | 2'00"02     |       |
| 2018 | Giochi del Mediterraneo | Tarragona | 4x200 m sl       | Oro       | 8'02"63     |       |
| 2018 | Giochi del Mediterraneo | Tarragona | 400 m sl         | 4ª        | 4'12"16     |       |
| 2019 | Universiadi             | Napoli    | 400 m sl         | Argento   | 4'10"53     |       |
| 2019 | Universiadi             | Napoli    | 4x200 m sl       | Argento   | 7'59"68     |       |
| 2022 | Giochi del Mediterraneo | Orano     | 4x200 m sl       | Argento   | 7'59"63     |       |
| 2022 | Europei                 | Roma      | 4x200 m sl mista | Bronzo    | 7'31"85     |       |
| 2023 | Universiadi             | Chengdu   | 4×100 m sl mista | Argento   | 3'26"75     | [ 2 ] |